# Carles de Pomar
Carles de Pomar (Aragó ? - Ciutat de Mallorca, 1533), lloctinent general del Regne de Mallorca (juliol de 1525 - setembre de 1533). Succeí en el càrrec a Miguel de Gurrea y Cerdan, també de l'Aragó. Continuà la tasca repressiva contra els suspectes de participació en la Germania, que Gurrea havia duit a terme amb rigor extrem. Manà carregar un 3% de la composició ja feta a cadascun dels inculpats. També ordenà pagar de les confiscacions i les composicions imposades als agermanats i als gremis i viles, un 29,5% del que reclamaven alguns ciutadans com a indemnització per haver patit danys i perjudicis dels agermanats.
Però durant la seva lloctinència va haver de fer front a les difícils circumstàncies econòmiques del país, determinades per la manca de blat a bastament per atendre el consum insular; les bandositats que mantenien un clima de violència generalitzada i, en especial, les incursions piràtiques des de l'Àfrica del Nord, molt acrescudes per l'activitat de Barba-rossa. El 1528 dictà un edicte a instància de l'emperador per pacificar els bàndols i ordenant l'establiment de treves generals.
El 1531 dugué a terme moltes detencions a la Part Forana i s'enfrontà amb els jurats del Regne per causa de l'execució del cavaller Bernat Morei sense haver servat les franqueses del Regne. Durant uns mesos ocupà la lloctinència el procurador reial Gregori Burgues, fins que el substituí Pérez de Figuerola.